# أونوريه إهاروارم
أونوريه إهاروارم (بالإنجليزية: Onorede Ehwareme)‏ (مواليد 25 نوفمبر 1987) هو ملاكم نيجيري، مثّل بلاده في الألعاب الأولمبية الصيفية 2008.

## روابط خارجية
أونوريه إهاروارم على موقع بوكس ريك (الإنجليزية) (registration required)
- أونوريه إهاروارم على موقع أوليمبيديا (الإنجليزية)